# ГЕС Xúcūn
ГЕС Xúcūn (徐村水电站) — гідроелектростанція на півдні Китаю у провінції Юньнань. Становить нижній ступінь каскаду на річці Янбі (Heihui), лівій притоці однієї з найбільших річок Південно-Східної Азії Меконгу (басейн Південно-Китайського моря).
В межах проекту річку перекрили кам’яно-накидною греблею із глиняним ядром висотою 67 метрів, яка утримує водосховище з об’ємом 738 млн м3 (корисний об’єм 239 млн м3), в якому припустиме коливання рівня поверхні у операційному режимі між позначками 1296 та 1306 метрів НРМ.
Пригреблевий машинний зал обладнали трьома турбінами потужністю по 28,6 МВт, які при напорі у 45 метрів забезпечують виробництво 345 млн кВт-год електроенергії на рік.
Відпрацьована станцією вода потрапляє назад у річку незадовго до початку великої затоки, що простягнулась по нижній частині долини Янбі від водосховища розташованої на Меконзі ГЕС Сяовань.